# DeKalb (Illinois)
DeKalb je grad u američkoj saveznoj državi Ilinois. Prema popisu stanovništva iz 2010. u njemu je živjelo 43.862 stanovnika.